# Носач авиона Џон Си Стенис (CVN-74)
Носач авиона Џон Си Стенис (CVN-74) (engl. USS John C. Stennis (CVN-74)) је амерички носач авиона на нуклеарни погон класе Нимиц. Седми је носач авиона из Нимиц класе, а добио је име по бившем сенатору из Мисисипија Џону Си Стенису. Изградња је почела 1991. у бродоградилишту Newport News Shipbuilding, а брод је поринут 9. децембра 1995. Укупни трошкови изградње процијењени су на 4,5 милијарде долара, а планирано је да носач остане у активној служби 50 година.
У прву мисију брод је кренуо 26. фебруара 1998, и упутио се у Персијски залив, гдје је требало да замијени Носач авиона Џорџ Вашингтон као подршка операцији надгледања ваздушног простора у региону. Брод је стигао у Персијски залив 11. марта 1998, прешавши 14.900 километара за 274 сата. 